# Просечен
Просечен (болг. Просечен) — село в Болгарии. Находится в Варненской области, входит в общину Суворово. Население составляет 18 человек.

## Политическая ситуация
Просечен подчиняется непосредственно общине и не имеет своего кмета.
Кмет (мэр) общины Суворово —  Павлин Михайлов Параскевов (независимый) по результатам выборов в правление общины.